# Геннадий (Богоявленский)
Епи́скоп Генна́дий Богоявленский (в миру Гео́ргий; 2-я половина XV века, Москва — 23 марта 1531) — епископ Суздальский и Тарусский.

## Биография
Предположительно, был уроженцем Москвы. При крещении получил имя в честь священномученика Григория, епископа и просветителя Армении.
Монашеский постриг епископ Геннадий принял до 1510 года, вероятно в Богоявленском монастыре, где позже стал настоятелем.
В 1511 году переведён митрополитом Варлаамом во Владимирский Рождественский монастырь с возведением в сан архимандрита.
10 февраля 1517 года хиротонисан во епископа Суздальского: «В лето 7025, февраля 10, в вторник… поставлен бысть епископ в Суздаль Генадие, бывший архимандрит Рожества святыя Богородица в Володимери, Пресвященным Варламом, Митрополитом всеа Руси, и всем освященным Собором».
В 1522 году участвовал в интронизации митрополита Даниила.
Занимался благоустройством и благоукрашением храмов своей епархии. В 1528 году перестроил Собор Рождества Богородицы в Суздале с заменой трехглавого верха пятиглавым, и 23 декабря 1529 года освятил её.
Скончался 23 марта 1531 году. Погребён в Суздальском соборе.